# Союз композиторов России
Сою́з компози́торов Росси́и — общественная организация, объединяющая композиторов и музыковедов Российской Федерации. Союз композиторов России является правопреемником основанного в 1960 году Союза композиторов РСФСР. По состоянию на 2021 год имеет 50 региональных отделений в Российской Федерации.

## История

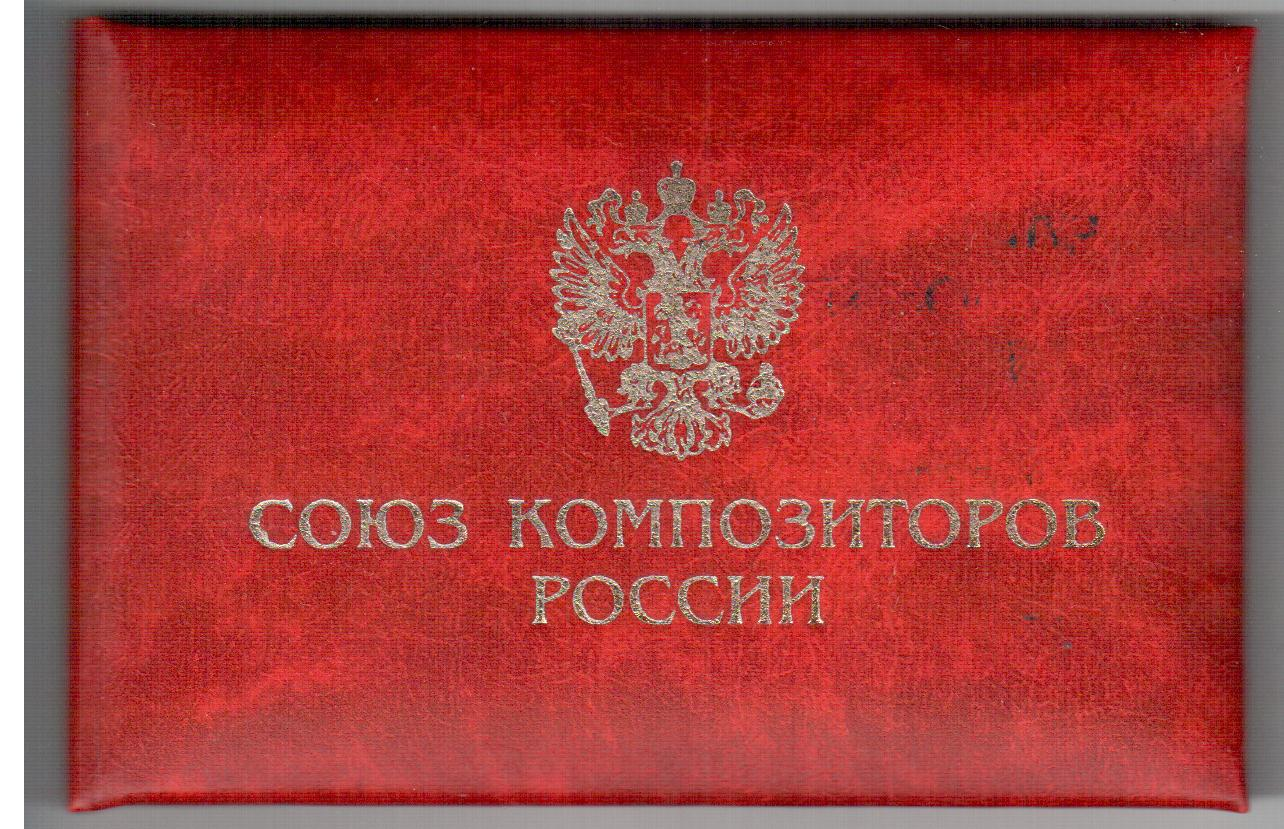
Членский билет (2009)

История творческих союзов в нашей стране начинается в 1932 году, когда было принято постановление ЦК ВКП (б) «О перестройке литературно-художественных организаций». Композиторов и музыковедов СССР объединял Союз советских композиторов (с 1957 г. – Союз композиторов СССР). К 1939 был сформирован Оргкомитет Союза советских композиторов во главе с Р.М. Глиэром и А.И. Хачатуряном – единый руководящий орган, объединяющий все местные композиторские организации Советского Союза. В правление Союза композиторов вошли известные деятели советской музыки – композиторы, исполнители, искусствоведы М.П. Аркадьев, А.Б. Гольденвейзер, В.М. Городинский, Я.И. Боярский, Н.Я. Мясковский, С.Н. Василенко, Ан.Н. Александров, А.А. Крейн, М.М. Ипполитов-Иванов, В.Я. Шебалин, Б.С. Шехтер, В.А. Белый, Б.С. Пшибышевский, Р.М. Глиэр, А.Ф. Гедике, К.Н. Игумнов.
В 1948 г. состоялся Первый съезд Союза советских композиторов, на котором был принят его устав и избраны руководящие органы. Первым председателем Союза (1948–50 гг.) был Б.В. Асафьев, высшую руководящую должность – генерального секретаря (с 1957 г. – первого секретаря) – с 1948 по 1991 гг. бессменно занимал Т.Н. Хренников. Последующие съезды Союза проводились каждые пять лет вплоть до распада СССР.
Союз композиторов СССР располагал собственным музыкальным издательством «Советский композитор», печатными органами «Советская музыка» (ныне – «Музыкальная академия») и «Музыкальная жизнь», за материальное благополучие и авторские права членов организации отвечал Музфонд СССР. Членство в Союзе композиторов открывало дорогу авторам к творческим заказам, к публикации и исполнению произведений, к организации авторских концертов, профессиональных и широких общественных дискуссий.
В конце 1950-х годов было принято решение о создании Союза композиторов РСФСР как самостоятельной организации, обладающей собственной структурой и местными организациями. На его Первом учредительном съезде, состоявшемся в 1960 г., председателем правления нового Союза был единогласно избран Д.Д.Шостакович.
Возглавив российский Союз композиторов, Шостакович сосредоточил свое внимание на укреплении контактов с местными композиторскими организациями. Благодаря усилиям Дмитрия Шостаковича роль нового союза возрастала с каждым днем, и очень скоро он стал организующим центром современного музыкального искусства. Он сформировал теплые человеческие отношения внутри «команды», и лишь ухудшающееся состояние здоровья заставило его на Втором съезде (1968 г.) оставить свой пост. 
На Втором съезде в 1968 году председателем правления был избран Георгий Свиридов. Ответственным секретарем был назначен Станислав Стемпневский. На Третьем съезде было выбрано новое руководство Союза композиторов России. Председателем правления Союза композиторов стал Родион Щедрин, который руководил Союзом композиторов РСФСР в течение последующих 17 лет. Первым секретарем был избран Андрей Эшпай. Ответственным секретарем, а затем заместителем председателя Союза композиторов стал Владислав Казенин, вторым заместителем председателя – Ян Френкель. В декабре 2015 года на Одиннадцатом съезде председателем Союза композиторов России был избран Рашид Калимуллин.
11 мая 2017 года прошел внеочередной съезд Союза композиторов России, на котором присутствовали 50 делегатов, представлявших 34 из 47 региональных отделений. Съезд переизбрал правление Союза — в частности Председателем остался Рашид Калимуллин. Был создан также Совет Союза композиторов России, который возглавил Алексей Рыбников. Генеральным директором Союза композиторов стала Карина Абрамян, член правления Российского музыкального союза.
В 2022 году Председателем Совета Союза композиторов России был избран  Александр Чайковский.

## Председатели правления Союза композиторов РСФСР (России)
- Дмитрий Шостакович (1960—1968)
- Георгий Свиридов (1968—1973)
- Родион Щедрин (1973—1990)
- Владислав Казенин (1990—2014)
- Рашид Калимуллин (2015—2017)
- Алексей Рыбников (2017—2022)
- Александр Чайковский (с 2022)

## Творческая деятельность Союза композиторов России
Союз композиторов России проводит крупные музыкальные фестивали, композиторские и музыковедческие конкурсы, образовательные лаборатории, авторские и монографические концерты, онлайн-проекты. Среди них – фестиваль камерной музыки «Пять вечеров», композиторский конкурс AVANTI в Московской консерватории, международный музыковедческий конкурс «Музыкальная академия», шесть альбомов современной музыки Sound Review, изданные на «Мелодии», цикл концертов в Зарядье «Я – композитор!», лаборатория «Композиторские читки», #нелекторий «Петя и волки» в Музее Прокофьева, а также проекты в цифровом пространстве: #началовременикомпозиторов, «Успеть за 4’33».
Союз композиторов России проводит монографические концерты и образовательные мероприятия, так, в 2020 году состоялся Авторский вечер Леонида Десятникова в Санкт-Петербурге, в 2019-м научная конференция, концерт и исполнительская лаборатория «Дни Эдисона Денисова» к 90-летию со дня рождения композитора, концерт в Бетховенском зале Большого театра к 85-летию со дня рождения Андрея Волконского, лекция-концерт к 80-летию Валерия Гаврилина, концерт памяти Сергея Слонимского в Московской консерватории в 2021 году.